# Малюга Микола Семенович
Микола Семенович Малюга (1918 — 1945) — старший лейтенант Робітничо-селянської Червоної Армії, учасник нацистсько-радянської війни, Герой Радянського Союзу (1945).

## Біографія

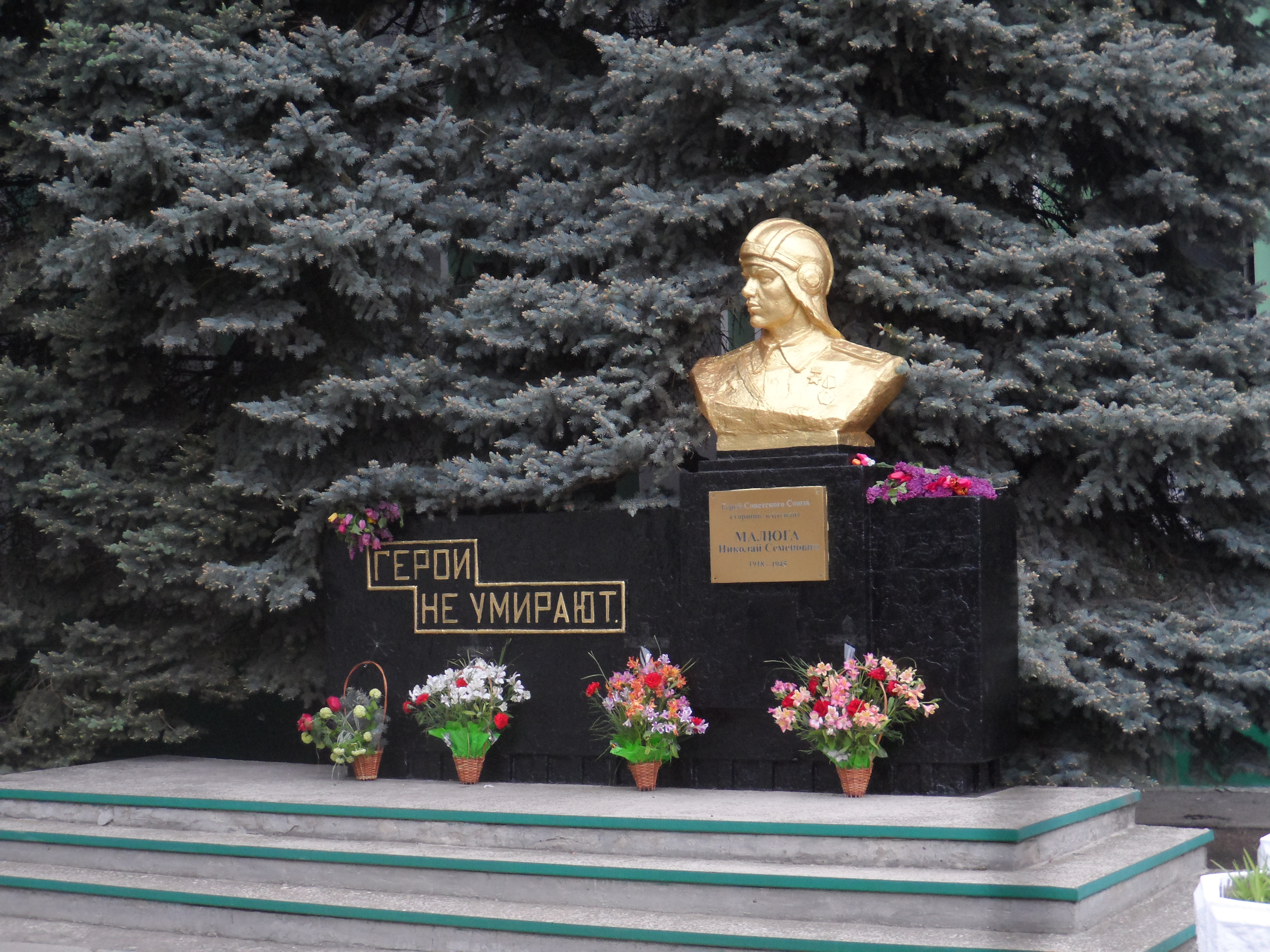

Микола Малюга народився 7 вересня 1918 в Мелітополі. Після закінчення Мелітопольського інституту інженерів механізації сільського господарства працював інженером-механіком на машинно-тракторної станції. У січні 1942 Малюга був призваний на службу в Робітничо-селянську Червону Армію. В 1943 у він закінчив Харківське танкове училище. З липня того ж року — на фронтах німецько-радянської війни.
До лютого 1945 а гвардії старший лейтенант Микола Малюга командував взводом 12-го танкового полку 25-ї гвардійської механізованої бригади 7-го гвардійського механізованого корпусу 1-го Українського фронту. Відзначився під час визволення Польщі. 10 лютого 1945 року в бою він зі своїм екіпажем знищив 2 гармат і 3 міномети з обслугами, а потім розгромив ворожу колону, знищивши 8 автомашин і 6 підвід. 11 лютого екіпаж Малюги знищив 3 танки і 1 ворожий літак на землі. 14 лютого 1945 року, відбиваючи контратаку намагається прорватися з оточеного Бреслау противника, Малюга знищив 2 танки і 2 самохідних артилерійських установки, але й сам загинув. Похований на місці свого останнього бою.
Указом Президії Верховної Ради СРСР від 10 квітня 1945 року за «мужність, відвагу і героїзм, проявлені в боротьбі з німецькими загарбниками» гвардії старший лейтенант Микола Малюга посмертно був удостоєний високого звання Героя Радянського Союзу. Також був нагороджений орденами Леніна і Червоної Зірки, медаллю.
На честь Малюги названа вулиця і встановлений пам'ятник у Мелітополі.